# Idaea virgata
Idaea virgata là một loài bướm đêm trong họ Geometridae.